# 丁字桥镇
丁字桥镇，是中华人民共和国四川省南充市仪陇县下辖的一个乡镇级行政单位。2019年9月，撤销石佛乡和周河镇，将其所属行政区域划归马鞍镇管辖。

## 行政区划
丁字桥镇下辖以下地区：
双河口社区、拱桥村、宾蓬村、玉屏村、元滩村、高北嘴村、火盆坝村和丁字桥村、宝城村、梁桂村、顺水村、金盆村、茅坪村、灯包村、茂溪村、天桥村、洪坪村和同盟村、松花包村、五里碑村、狮子岭村、饶家沟村、三跳石村、梁家牌村、马鞍山村、乐兴场村、柏树墙村和梁家坝村。